# 菊池康郎
菊池 康郎（きくち やすろう、1929年〈昭和4年〉8月20日 - 2021年〈令和3年〉11月3日）は、囲碁のアマチュア強豪。東京都出身。専修大学卒業。
世界アマチュア囲碁選手権戦優勝、全日本アマチュア本因坊戦等国内アマ大会優勝20数回を数え、アマ四強と呼ばれた一人。緑星囲碁学園を主宰し、山下敬吾を始め、多数のプロ・アマ棋士を育成した。国際囲碁交流にも尽力、緑星囲碁学園代表、国際囲碁友好会理事長、全国子ども囲碁普及会代表、一般社団法人全日本囲碁協会理事長。

## 経歴
大田区蒲田に生まれ、3歳頃に囲碁好きの父の影響で囲碁を覚え、碁会所で腕を磨く。高輪中学時代に横浜市中山に疎開し、相原忍三段や、伊藤友恵、小泉重郎らの指導を受ける。専修大学に入学後の1948年（昭和23年）に全日本アマチュア選手権戦（全日本アマチュア本因坊戦の前身）で神奈川県予選で優勝して東日本大会でベスト4入りし注目され、この大会で優勝した影山利郎と親交を得る。また審判長だった安永一に認められて師事。
安永の紹介で雑誌『囲碁春秋』『囲碁の友』などでプロ棋士との対局が企画され、1950年（昭和25年）『囲碁春秋』では炭野武司六段に二子、先番で連勝する。1950年に仲間内の研究会を作り、後に「緑星会」と命名。1951年（昭和26年）に関東大学囲碁リーグ戦出場のために囲碁部を作り、第1回リーグ戦では最終戦で村上文祥を破り11連勝で個人優勝するなど、学生碁界で活躍。1952年-1953年の「圍碁」誌でのプロアマ二子局で、トッププロを相手に9連勝など、アマプロ戦で活躍。プロがアマチュアに二子で負けるわけがないと言う当時の常識を覆した。
この頃、既にプロ棋士となっていた影山利郎らにプロ入りを勧められるが、卒業後は八幡製鉄に入社。のち株式課、秘書室を経て1981年（昭和56年）に新日本製鉄を退社。
また学生時代からアマチュアの研究団体「緑星会」を主宰して、村上文祥、原田実のほか、若手プロ棋士も参加した。
1955年（昭和30年）の第1回アマチュア本因坊戦には仕事のために欠場、第2回は水野弘士に敗れて4位、1957年第3回に優勝し、以後3連覇。その後計13回優勝の他、アマ十傑戦、世界アマ日本代表など多数の優勝を飾る。平田博則、村上文祥、原田実と並んでアマ四強と称されて、長くアマチュア囲碁界最強の地位を占め、プロからもプロ六、七段は打てると評されている。1956年（昭和31年）の『娯楽よみうり』誌でのアマ強豪との勝ち抜き戦では、アマチュア及びプロの大竹英雄初段に勝ち、続いて工藤紀夫二段に敗れるまで27連勝。その他にも雑誌の企画などでのプロ棋士との対戦で好成績を挙げ、1959年（昭和34年）にはプロ棋戦に参加させてはどうかという提案もなされ、『棋道』誌上でも論争された。
1976年（昭和51年）、安永一とアマ四強に、「アマチュア初の七段位」が日本棋院から贈られた。
1992年（平成4年）には世界アマチュア囲碁選手権戦優勝。2003年（平成15年）の阿含・桐山杯全日本早碁オープン戦予選では予選Cを勝ち抜き、予選Bでは柳時熏七段も破った。棋風は柔軟性に富み、創造性豊かな序盤も特長。
1975年（昭和50年）にアマチュアの研究会「緑星会」を再設立。1979年（昭和54年）にこれを発展させて、子供のための囲碁教室「緑青囲碁学園」を設立。1981年（昭和56年）の新日本製鉄を退社後は、緑星学園の活動に専念。多くの有望な子供を育成。出身のプロ棋士も、村松竜一を第1号として、青木紳一、青木喜久代、山下敬吾、加藤充志、秋山次郎、溝上知親、鶴丸敬一、高野英樹など多数。
また1998年（平成10年）から「東日本子供囲碁大会」を企画、開催し、その後「ボンドカップ全日本こども大会」「ジュニア本因坊戦」へと発展した。全国こども囲碁普及会代表。
日中囲碁交流において、1961年（昭和36年）を始めとして訪中団に加わる。その後も若手棋士を率いて、中国、韓国との交流を積極的に行った。
1992年（平成4年）、日本囲碁ジャーナリストクラブ賞を受賞。1994年（平成6年）、日本棋院より大倉喜七郎賞が授賞された。2000年（平成12年）7月、第40回アマ十傑戦で通算9回目の優勝となり、大会最多優勝記録を更新する。
2010年（平成22年）に名誉アマチュア本因坊の称号が贈られた。過去4回以上の優勝者の菊池康郎、原田実、三浦浩、中園清三、平田博則の5名が主催の毎日新聞社より顕彰を受けた。
2014年（平成26年）4年、一般社団法人全日本囲碁協会発足、理事長。
社交ダンスで全国大会十傑に入った経歴も持つ。
2021年（令和3年）11月3日、老衰のため死去
。92歳没。
2022年（令和4年）5月15日、「菊池先生を偲ぶ会」が日本棋院で行われる。緑星囲碁学園生主催、公益財団法人日本棋院協力。
2024年には日本棋院の第21回囲碁殿堂入り。

### 主な棋歴
大会
- 世界アマチュア囲碁選手権戦 優勝 1992年、2位 1986年、3位 1985、2002年
- 世界アマチュア選手権戦日本代表決定戦 優勝 1984、85、91、2001、04年
- 全日本アマチュア本因坊戦 優勝 1957-59、62、65-66、69、72-73、77、82-84
- 朝日アマ囲碁十傑戦 優勝 1968、77、80-81、87、91、97-98、2000年

雑誌企画
- 『圍碁』誌 高段者二子局シリーズ(1952/4-53/2月号) 10-1（○宮下秀洋、○瀬越憲作、○雁金準一、○坂田栄男、○木谷實、○鈴木為次郎、○高川秀格、○橋本宇太郎、○岩本薫、×藤沢朋斎、○藤沢秀行）
- 『囲碁春秋』誌 対プロ三番碁（1954/8-55/8月号） (先相先)2-1 影山利郎、(先相先)2-0 石毛嘉久、(先相先)0-2 大平修三、(先相先)2-0 横山孝一、(先相先)2-0 星野紀、(定先)2-0 加納嘉徳、(互先)1-2 杉内寿子
- 『娯楽よみうり』誌 菊池対アマ強豪勝ち抜き戦（1956-57年）27-1
- 『囲碁春秋』誌 菊池対オールアマ総当たり戦（1959年）9-1
- 『圍碁』誌 プロアマ対抗戦（1964年）(互先)1-1（○小杉清、○川本昇）
- 『囲碁春秋』誌 大平・菊池三番碁（1964年）(先二) 1-2 大平修三
- 『圍碁』誌 東西花形プロアマ戦（1965年）(先)1-1（×梶原武雄、○関山利夫）
- 『囲碁春秋』誌 藤沢vsアマ四強（1967年）(先5目コミもらい) × 藤沢秀行

## 著作
- 『アマ四強はこうして強くなった』誠文堂新光社 1967年
- 『菊池康郎打碁集』誠文堂新光社 1979年
- 『囲碁に強くなる本 上達への秘密作戦』金園社 1980年
- 『囲碁の初歩の初歩 これで碁が打てる 』金園社 1980年
- 『緑星学園—囲碁を通じて人間育成 夢とおどろき』フローラル出版 2002年